# Ojerzyce
Ojerzyce (prononciation : [ɔjɛˈʐɨt͡sɛ]) est un village polonais de la gmina de Szczaniec dans le powiat de Świebodzin de la voïvodie de Lubusz dans l'ouest de la Pologne.
Il se situe à environ 4 kilomètres au sud-ouest de Szczaniec (siège de la gmina), 7 kilomètres à l'est de Świebodzin (siège du powiat), 36 kilomètres au nord-est de Zielona Góra (siège de la diétine régionale) et 60 kilomètres au sud-est de Gorzów Wielkopolski (capitale de la voïvodie).
Le village comptait approximativement une population de 208 habitants en 2006.

## Histoire
Après la Seconde Guerre mondiale, avec la mise en œuvre de la ligne Oder-Neisse, le village est intégré à la République populaire de Pologne. La population d'origine allemande est expulsée et remplacée par des polonais.
De 1975 à 1998, le village appartenait administrativement à la voïvodie de Zielona Góra.

Depuis 1999, il appartient administrativement à la voïvodie de Lubusz